# اچ‌دی ۲۱۵۴۹۷
اچ‌دی ۲۱۵۴۹۷ یک ستاره است که در صورت فلکی توکان قرار دارد.